# Simone Zaza
Simone Zaza (født 25. juni 1991) er en professionel fodboldspiller fra Italien, der spiller for Valencia CF. Han står desuden (pr. april 2018) noteret for 16 kampe og én scoring for Italiens landshold.